# Tanacetum archibaldii
Tanacetum archibaldii — вид рослин з роду пижмо (Tanacetum) й родини айстрових (Asteraceae).

## Опис рослини
Це багаторічна рослина з білими крайовими квітками й жовтими дисковими.

## Середовище проживання
Ендемік північного Ірану. Населяє тріщини і виступи на скелях твердого вапняку.